# Dali (Xipre)
Dali (també escrit Dhali, pronúncia “thali”; en grec: Δάλι) és un poble de Xipre cap al sud-est de la capital, Nicòsia, en el mateix districte, i proper a l'antiga ciutat d'Idàlion. Tenia uns 5.800 habitants el 2001, i el 2007 n'eren 7.564. És el centre geogràfic de Xipre.

## Galeria

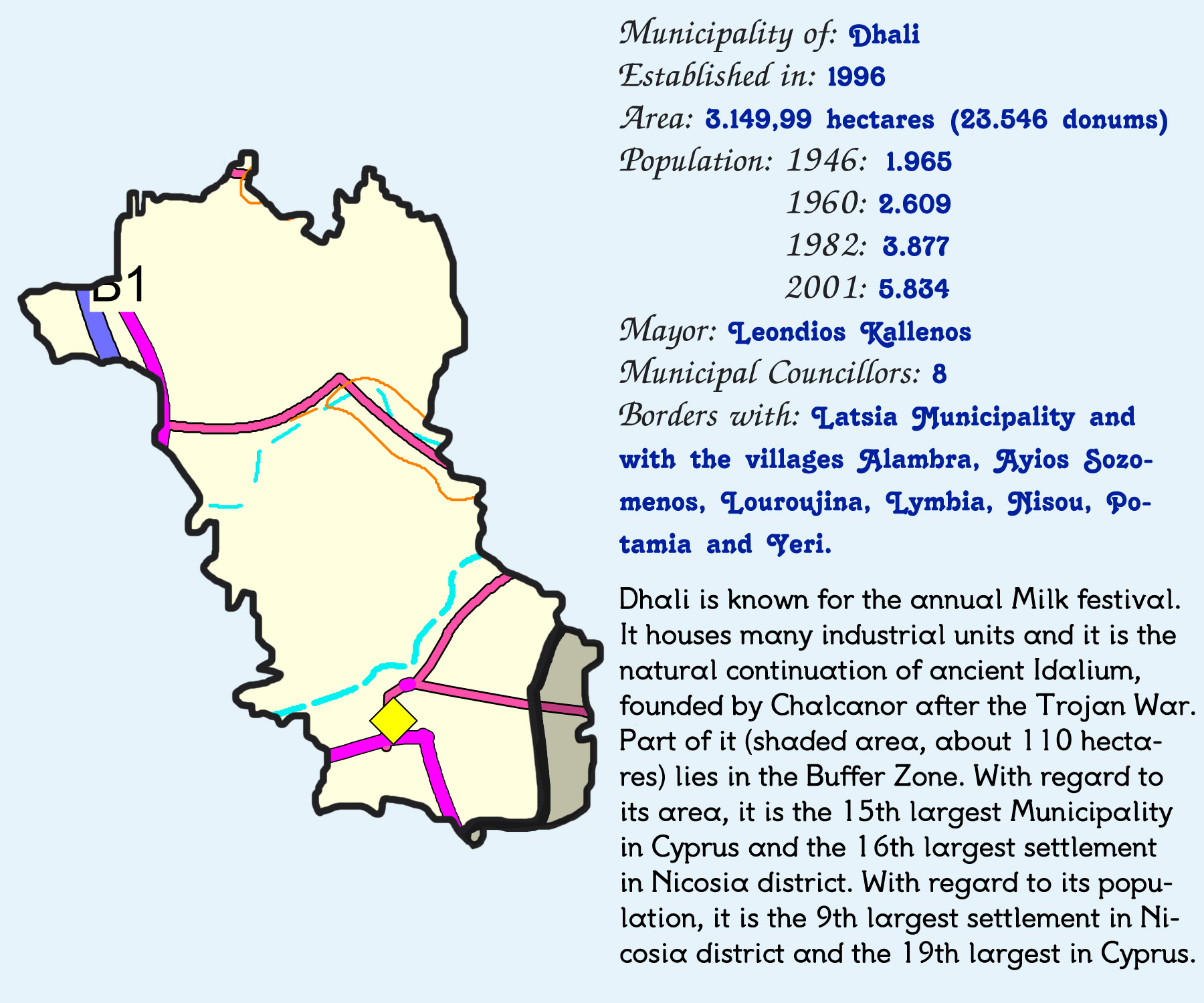
Dades de Dali (en anglés)